# Delegación de Concepción
| Delegación de Concepción | Delegación de Concepción |
| ------------------------ | ------------------------ |
| Cabecera:                | Ciudad de La Concepción  |
| Cabildo o Municipalidad: | - La Concepción          |
| Ubicación                |                          |
|                          |                          |

Delegación de Concepción es una división territorial de Chile. Corresponde al antiguo Partido de La Concepción, que con la Constitución de 1823, cambia de denominación.
Su cabecera estaba en la Ciudad de La Concepción, ubicado en el Valle de La Mocha. 
Con la ley de 30 de agosto de 1826, que organiza la República, integra la nueva Provincia de Concepción. 
Con la Constitución de 1833, pasa a denominarse departamento de Concepción

## Límites
La Delegación de Concepción limitaba:
- Al Norte con la Delegación de Puchacay
- Al Este con la Delegación de Puchacay
- Al Sur con el río Biobío y la Delegación de Lautaro.
- Al Oeste con el Océano Pacífico